# Archidiocèse de Yaoundé

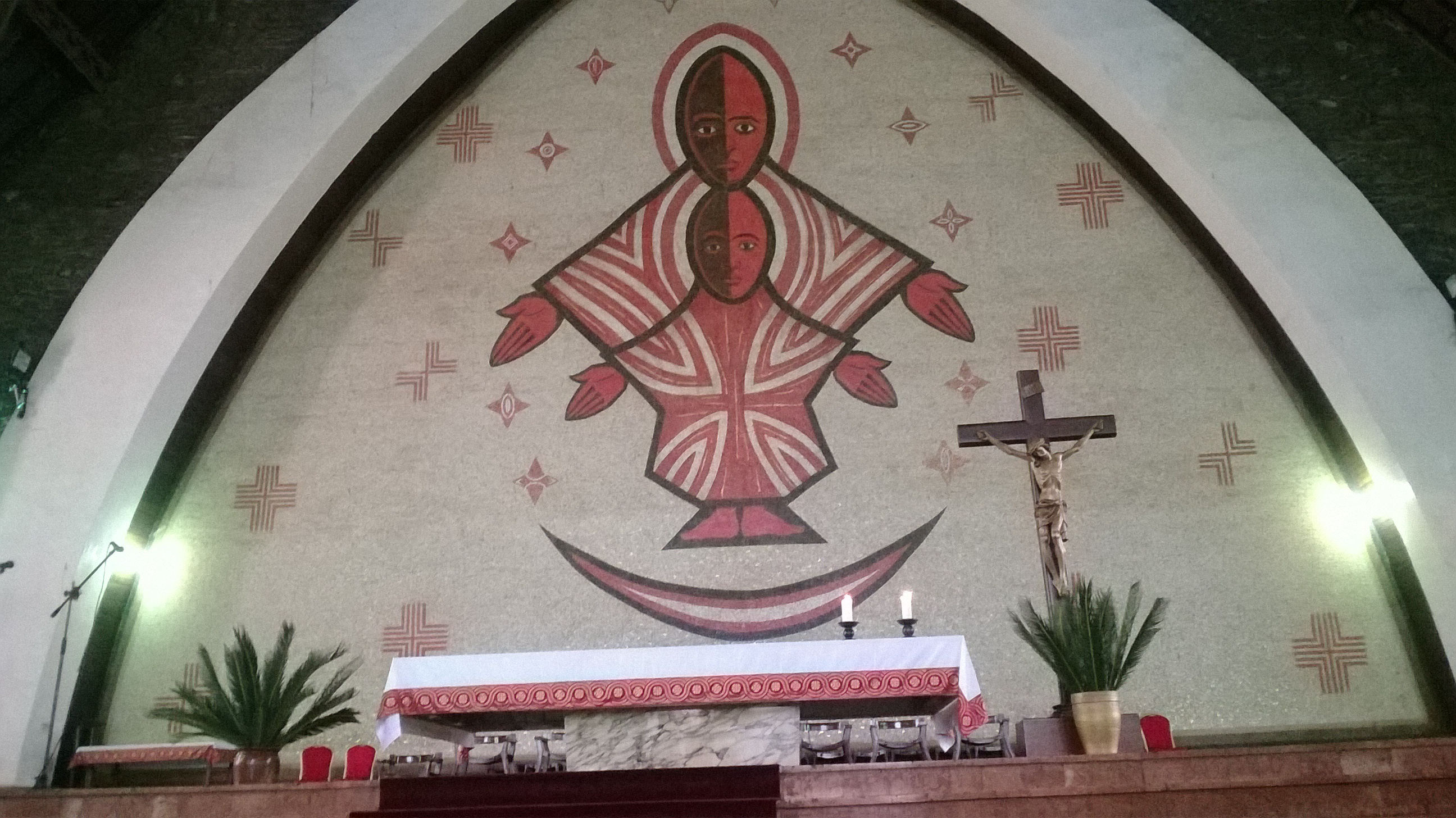
Cathédrale Notre Dame des Victoires de Yaoundé.

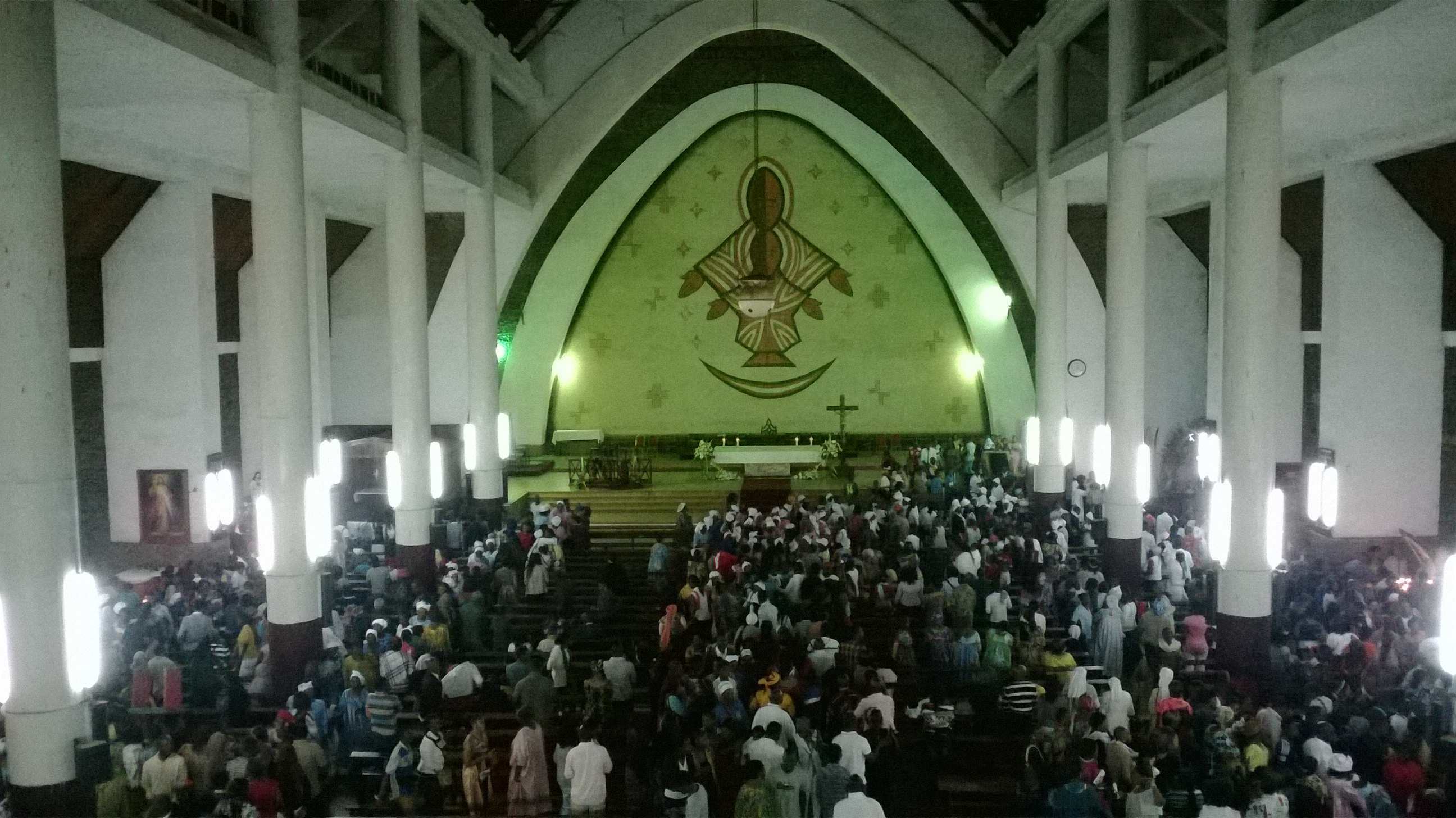
Célébration à la Cathédrale Notre Dame des Victoires de Yaoundé.

L'archidiocèse métropolitain de Yaoundé (latin : Yaunden(sis)) est l'un des archidiocèses du Cameroun et le siège de la province ecclésiastique de Yaoundé. Le diocèse est érigé canoniquement le 18 mars 1890 par le pape Léon XIII et il est élevé au rang d’archidiocèse le 14 septembre 1955 par Pie XII.
Son archevêque est Jean Mbarga depuis le 31 octobre 2014.

## Histoire
- La préfecture apostolique du Cameroun est créée le 18 mars 1890 par scission d'avec le vicariat apostolique des Deux-Guinées, renommé vicariat apostolique du Gabon.
- Le père Heinrich Vieter fonde la mission de Mvolyé en 1901[2].
- La préfecture apostolique est élevée au titre de vicariat apostolique du Cameroun le 2 janvier 1905[3].
- Celui-ci change de dénomination le 3 avril 1931 pour devenir le vicariat apostolique de Yaoundé.
- En 1951, la première pierre de la cathédrale est posée.
- Enfin, le vicariat apostolique est érigé en archevêché le 14 septembre 1955, par la bulle Dum tantis de Pie XII. 
  - Le 2 octobre 1955, est fondé L'effort camerounais.
  - Cette même année, le 30 novembre 1955, l'abbé Paul Etoga est consacré évêque par René Graffin, avec comme évêque coconsécrateurs Michel Bernard, alors archevêque de Brazzaville, et  Pierre Bonneau, alors évêque de Douala. C'est le premier évêque camerounais ; il sera père conciliaire au concile Vatican II[4].
- Le Bureau international catholique de l'enfance organise en janvier 1957 une conférence à Yaoundé, sur l'enfant Africain.
- Le 3 avril 1965 est créée Délégation Apostolique de l'Afrique Centrale et Cameroun dont la résidence est à Yaoundé.
- Le 26 avril 1966 est nommé le premier Aumônier des Forces Armées.
- Le 25 janvier 1969, Sergio Pignedoli, alors secrétaire de la Congrégation pour l'évangélisation des peuples, inaugure le Grand Séminaire de Nkolbisson.
- Le 9 mai 1973, au Centre Jean XXIII à Mvolyé se déroule un séminaire œcuménique sur les chrétiens dans le développement national
- Le 7 décembre 1977, l'archidiocèse entre solennellement en synode diocésain.
- Le 28 février 1980, l'organisation de l'enseignement catholique reçoit l'agrément de l'État.
- Le 14 avril 1982, 4 provinces ecclésiastiques sont créées au Cameroun : Bamenda, Douala, Garoua et Yaoundé (un cinquième rejoindra la liste en 1994, celui de Bertoua).
- En 1985, le pape Jean-Paul II rend visite au Cameroun du 10 au 14 août, à Yaoundé[5].
- En 1988, se célèbre le 1er centenaire de l'Église Catholique au Cameroun.
- En 1990, commence la démolition de l'église de Mvolyé devenue dangereuse, elle sera remplacée par un sanctuaire marial devenu basilique mineure en 2006.
  - La même année, commence la construction de l'Institut catholique de Yaoundé, qui ouvre ses portes le 30 septembre 1991, et qui devient l'Université catholique d'Afrique centrale, dont le chancelier est l'archevêque de Yaoundé[6].
- En 1995, le pape Jean-Paul II visite le Cameroun du 14 au 16 septembre[7].
- En 2009, le pape Benoît XVI a passé quatre jours de visite à Yaoundé, les 17-20 mars[8].

## Diocèses suffragants
- Diocèse de Bafia
- Diocèse d'Ebolowa
- Diocèse de Kribi
- Diocèse de Mbalmayo (en)
- Diocèse d'Obala
- Diocèse de Sangmélima

## Paroisses

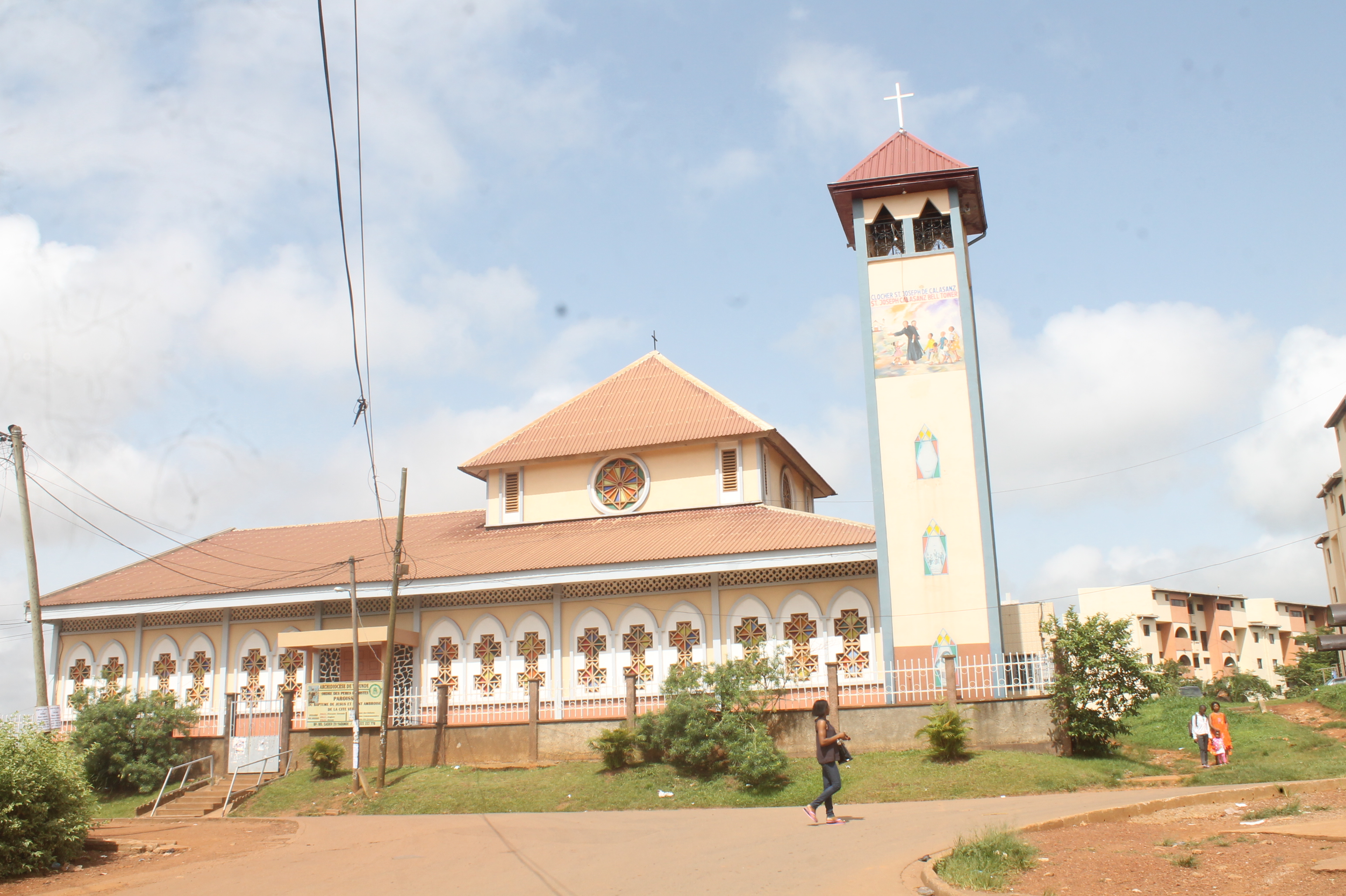
Paroisse du Baptême de Jésus et Saint Ambroise, Cité Verte

Le diocèse compte 132 paroisses en 2010.

### Pôles
- Pôle Cathédrale de Yaoundé
  - Cathédrale Notre-Dame des Victoires
  - Saint Pierre Apôtre d'Elig-Belibi
  - Marie-Reine de la Paix d'Elig-Essono
  - Saint Benedict d'Ekounou
  - Saint Jean d'Essos
  - Notre-Dame du Mont-Carmel de Kondengui
  - Saint Joseph Francophone de Mvog-Ada
  - Saint Joseph Anglophone de Mvog-Ada
  - Saint Kisito de Mvog-Mbi
  - Sainte Famille de Nkoayos
  - Saint Ignace de Loyola de Nkoulou
  - Saint Charles Lwanga de Nkondongo

- Pôle de Mimboman
  - Paroisse d'Abom
  - Saint Pierre de Kong
  - Marie Auxiliaire de Mimboman
  - Marie Mère de Dieu de Nkol-Beck, Emombo
  - Saint Antoine Marie Claret de Nkol-Emombo
  - Sainte Thérèse de l’Enfant Jésus de Nkol-Odou
  - Saints Martyrs d’Afrique de Nkolo IV
  - Saint Marc d'Okoui

- Pôle de Mokolo Sud
  - Immaculée Conception de la Vierge Marie de Briqueterie
  - Baptême de Jésus et de Saint Ambroise fondée en 1989, Cité Verte, Yaoundé II.
  - Saint Luc de Messa-Plateau (Duma’si Carrière)
  - Sacré-Cœur de Mokolo
  - Saint Paul de Ndzong Melen
  - Notre-Dame-du-Lac
  - Saint Raphaël et Saint Tobie d'Oliga
  - Saint François Xavier, paroisse Universitaire CCU
  - Christ-Roi de Tsinga
  - Nkol So'o
  - Communauté Sawa d'Elig Effa

- Pôle Mokolo Nord
  - Saint Esprit d'Abobo
  - Notre Dame de Lorette de Messa Meva'a (Carrière)
  - Saint Laurent de Fébé
  - Saint Jean Marc de Mvog-Betsi
  - Saint Charles Lwanga de Nkolbisson
  - Saint Jean Baptiste de Nkol Nkoumou
  - Jésus le Bon Pasteur d'Oyom-Abang
  - Saint Augustin, paroisse universitaire de l’UCAC.
  - Saint Augustin de Nnom Nnam, Plateau Sonel

- Pôle Mvolyé
  - Sainte Thérèse de l’Enfant Jésus de Ahala
  - Barrière, Route Afanoyoa
  - Saint Charles et Saint Martin d'Efoulan
  - Sainte Joséphine Bakhita d'Ekoumdoum, Yaoundé IV
  - Saint Michel d'Ekyé
  - Saint Pierre de Messa-Mendongo
  - Toussaint de Mvan
  - Basilique Reine des Apôtres de Mvolyé
  - Sainte Thérèse de l’Enfant Jésus de Nkol-Nguie
  - Sainte Trinité de Nsam
  - Saint Charles Borromée de Nsimeyong
  - Sainte Anne d'Obili
  - Saint Esprit de Mvolyé, paroisse francophone

- Mendong
  - Saint Achille Kiwanuka de Mendong

- Etoudi
- Omnisport

- Autres paroisses
  - Sainte Thérèse de l'Enfant Jésus de Mbenda
  - Saint Luc et Marie Mère du Rédempteur d'Olembé

### Zones
- Mefou Nord Esse
- Mefou Sud Akono
- Mefou Sud Bikok

- Soa
  - Notre-Dame du Sacré-Cœur de Melen Baaba
  - Sainte Marie-Madeleine de Ndong
  - Saint Joachim et Sainte Anne de Nkoabang
  - Saint Pierre de Nkol-Meyang
  - Sacré-Cœur d'Omvan
  - Saint Marc de Soa, Aumônerie

- Mefou Ouest Mbankomo
  - Saint Michel Archange d'Ebeba
  - Saint Michel Archange d'Ebil-Bebegue
  - Saint Esprit de Mbankomo, Aumônerie
  - Saint Joseph de Mefom
  - Sacré-Cœur de Jésus de Nkol-Newout
  - Sainte Odile de Nomayos
  - Saint Michel de Tikong

- Mfou
- Mefou Nord Awae
- Mefou Ouest Oveng